# Eleccions legislatives romaneses de 2000
Les eleccions legislatives romaneses de 2000 se celebraren el 26 de novembre de 2000 per a renovar els 345 membres de la Cambra de Diputats i els 140 membres del Senat de Romania. El partit amb més escons el socialdemòcrata i el seu cap, Adrian Năstase fou nomenat primer ministre de Romania.
Resultats de les eleccions de 26 de novembre de 2000 per a renovar la Cambra de Diputats i el Senat de Romania
|                                         | Partit Socialdemòcrata (Partidul Social Democrat)                                    | 3.968.464  | 155 | 36,6%   | 4.040.212  | 65  | 37,1%   |
|                                         | Partit de la Gran Romania (Partidul România Mare)                                    | 2.112.027  | 84  | 19,4%   | 2.228.423  | 37  | 21%     |
|                                         | Partit Demòcrata (Partidul Democrat)                                                 | 762.365    | 31  | 7,0%    | 825.437    | 13  | 7,6%    |
|                                         | Partit Nacional Liberal (Partidul Naţional Liberal)                                  | 747.263    | 30  | 7,9%    | 814.381    | 13  | 7,5%    |
|                                         | Unió Democràtica dels Hongaresos de Romania (Uniunea Democrată Maghiară din România) | 736.863    | 27  | 6,3%    | 751.310    | 12  | 6,9%    |
|                                         | Minories ètniques                                                                    | 297.800    | 18  | 2,6%    | —          | —   | —       |
|                                         | Convenció Democràtica Romanesa 2000 (Conventia Democrata Romana 2000)                | 546.135    | —   | 5,04%   | 575.706    | —   | 5,29%   |
|                                         | Aliança per Romania (Alianţa pentru Romania)                                         | 441.228    | -   | 4,07%   | 465.535    | -   | 4,27%   |
|                                         | Partit Ecologista de Romania (Partidul Ecologist Roman)                              | 101.256    | -   | 0,84%   | 108.370    | -   | 0,99%   |
| Total vots vàlids (participació 65,31%) | Total vots vàlids (participació 65,31%)                                              | 10,839,424 | 345 | 100,00% | 10.839.424 | 140 | 100,00% |
| Font: Biroul Electoral Central          |                                                                                      |            |     |         |            |     |         |